# スールキートス
株式会社スールキートスは、日本の映画制作・宣伝・配給会社、および芸能事務所である。社名はフィンランド語で「本当にありがとう」を意味する言葉。芸能事務所としては、市川実日子を筆頭とした少人数のタレントを擁している。
2007年、荻上直子監督映画『めがね』でプロデューサーを務めた木幡久美が2008年に設立した。以後荻上の次作品『トイレット』ほか、飯島奈美がフードスタイリングを手がける作品など、F1層の独身女性の、家族や他人に安易に寄りかからず生きる美意識を体現した、また「癒やし」を感じさせる、類似する作風の映画をいくつもプロデュースしている。

## 作品
プロデュース（製作委員会参加を含む）、配給、宣伝を担当した作品。

### 映画
- プール（2009年9月）
- トイレット（2010年8月）
- マザーウォーター（2010年10月）
- 落語物語（2011年3月）
- 東京オアシス（2011年10月）
- レンタネコ（2012年5月）
- すーちゃん まいちゃん さわ子さん（2013年3月）
- 四十九日のレシピ（2013年11月）
- ジ、エクストリーム、スキヤキ（2013年11月）
- 百瀬、こっちを向いて。（2014年5月）
- シャンティ デイズ 365日、幸せな呼吸（2014年10月）
- 騒音（2015年5月）
- 犬に名前をつける日（2015年10月）
- 泣き虫ピエロの結婚式（2016年9月24日）
- なぜ生きる -蓮如上人と吉崎炎上-（2016年5月21日）
- 彼らが本気で編むときは、（2017年2月25日）
- 月と雷（2017年10月7日）
- 凪の島（2022年8月19日）

### テレビドラマ
- 金魚姫（2020年3月29日、NHK BSプレミアム）
- 連続ドラマW「いりびと-異邦人-」（2021年初冬放送予定、WOWOW）

## 所属アーティスト

### 俳優
- 市川実日子
- 美波
- 山田慎覇
- 芦那すみれ

### 脚本家
- 加藤法子